# Croatian International 2003
Die Croatian International 2003 fanden vom 13. bis zum 16. März in Zagreb 2003 statt. Es war die fünfte Austragung dieser internationalen Meisterschaften von Kroatien im Badminton.

## Medaillengewinner
| Disziplin    | Gold                                 | Silber                                  | Bronze                               |
| ------------ | ------------------------------------ | --------------------------------------- | ------------------------------------ |
| Herreneinzel | Hendra Wijaya                        | Sho Sasaki                              | Roman Spitko                         |
| Herreneinzel | Hendra Wijaya                        | Sho Sasaki                              | Bo Rafn                              |
| Dameneinzel  | Pi Hongyan                           | Kelly Morgan                            | Miho Tanaka                          |
| Dameneinzel  | Pi Hongyan                           | Kelly Morgan                            | Petya Nedelcheva                     |
| Herrendoppel | Vincent Laigle Svetoslav Stoyanov    | Jonas Glyager Jensen Kasper Kiim Jensen | Tommy Sørensen Jesper Thomsen        |
| Herrendoppel | Vincent Laigle Svetoslav Stoyanov    | Jonas Glyager Jensen Kasper Kiim Jensen | Arnd Vetters Franklin Wahab          |
| Damendoppel  | Yoshiko Iwata Miyuki Tai             | Kamila Augustyn Nadieżda Kostiuczyk     | Victoria Hristova Tatiana Vattier    |
| Damendoppel  | Yoshiko Iwata Miyuki Tai             | Kamila Augustyn Nadieżda Kostiuczyk     | Akiko Nakashima Chihiro Ohsaka       |
| Mixed        | Carsten Mogensen Kamilla Rytter Juhl | Rasmus Andersen Lena Frier Kristiansen  | Svetoslav Stoyanov Victoria Hristova |
| Mixed        | Carsten Mogensen Kamilla Rytter Juhl | Rasmus Andersen Lena Frier Kristiansen  | Toby Honey Emma Hendry               |